# Psametych II
Psametych II (Psametyk II) – faraon, władca starożytnego Egiptu z XXVI dynastii saickiej. 

## Życiorys
Syn Necho II i Chedebarbenet. Panował w latach 595–589 p.n.e. Jego małżonką została Tahut, ze związku z którą narodził się jego syn i następca Apries. Córka Psametycha II, Anchnesneferibre została adoptowana przez Nitokris, stając się jej następczynią, Boską Małżonką Amona. Urząd ten sprawowała do około 525 roku p.n.e., do czasów inwazji perskiej na Egipt.
Od początku swego panowania, Psametych z niezwykłą wytrwałością i systematycznością niszczył i zacierał ślady panowania kuszyckiego w Egipcie, szczególnie skupiając się na Karnaku i reliefach Taharki. 
W około trzecim roku swego panowania dokonał inwazji na Nubię, podbijając jej północną część. Wojska egipskie złożone głównie z Egipcjan, Fenicjan, Żydów i najemników greckich dotarły do III Katarakty, zmuszając Aspeltę, króla Nubii do wycofania się na południe. Zdobyto i doszczętnie splądrowano i zniszczono Napatę Było to przyczyną przeniesienia stolicy Nubii do Meroe, co dało początek nowemu, potężnemu państwu Meroe, którego potęga przetrwała do IV wieku n.e. O jego rozwoju i potędze świadczy blisko pięćdziesiąt piramid jego władców, znajdujących się w Meroe. Walki Psametycha w Nubii opisuje tekst na steli zwycięstwa Psametycha, odnalezionej w Kalabasza, około pięćdziesiąt kilometrów na południe od Asuanu.
W czasie swego panowania zezwolił greckim kupcom i żołnierzom na osiedlenie się w Naukratis.
Psametych zmarł w szóstym roku swego panowania. Został pochowany w Sais, zaś królowa Tahut spoczęła w Athribis, gdzie grób jej odnaleziono na początku lat pięćdziesiątych XX wieku.

## Tytulatura
| G5 |

| G5 |

| Y5 · Aa1 · F34 |

| Y5 · Aa1 · F34 |

| Y5 · Aa1 · F34 |

| Y5 · Aa1 · F34 |

| G5 |

| G5 |

| Y5 · Aa1 · F34 |

| Y5 · Aa1 · F34 |

| Y5 · Aa1 · F34 |

| Y5 · Aa1 · F34 |

| G16 |

| G16 |

| wsr | s | r · a |

| wsr | s | r · a |

| wsr | s | r · a |

| wsr | s | r · a |

| G16 |

| G16 |

| wsr | s | r · a |

| wsr | s | r · a |

| wsr | s | r · a |

| wsr | s | r · a |

| G8 |

| G8 |

| S29 | F35 | N17 · N17 |

| S29 | F35 | N17 · N17 |

| S29 | F35 | N17 · N17 |

| S29 | F35 | N17 · N17 |

| G8 |

| G8 |

| S29 | F35 | N17 · N17 |

| S29 | F35 | N17 · N17 |

| S29 | F35 | N17 · N17 |

| S29 | F35 | N17 · N17 |

| M23 · X1 | L2 · X1 |

| M23 · X1 | L2 · X1 |

| N5 | F35 | F34 |

| N5 | F35 | F34 |

| N5 | F35 | F34 |

| N5 | F35 | F34 |

| M23 · X1 | L2 · X1 |

| M23 · X1 | L2 · X1 |

| N5 | F35 | F34 |

| N5 | F35 | F34 |

| N5 | F35 | F34 |

| N5 | F35 | F34 |

| G39 | N5 |

| G39 | N5 |

| Q3 | S29 | G17 | V13 · V31 |

| Q3 | S29 | G17 | V13 · V31 |

| Q3 | S29 | G17 | V13 · V31 |

| Q3 | S29 | G17 | V13 · V31 |

| G39 | N5 |

| G39 | N5 |

| Q3 | S29 | G17 | V13 · V31 |

| Q3 | S29 | G17 | V13 · V31 |

| Q3 | S29 | G17 | V13 · V31 |

| Q3 | S29 | G17 | V13 · V31 |

Oprócz wymienionych znane jest także kilka odmiennych wariantów hieroglificznego zapisu niektórych imion władcy